# 貝孔學院
貝孔學院（英語：Bacone College）是位於美國奧克拉荷馬州馬斯科吉 (奧克拉荷馬州)的一所四年制私立大學，成立於1880年。1880年由艾爾蒙斯貝孔(Almon C. Bacone)成立時名為印第安大學，是附屬於美北浸禮會。直到1910年改名為貝孔學院。2024年，該學院倒閉。

## 歷史

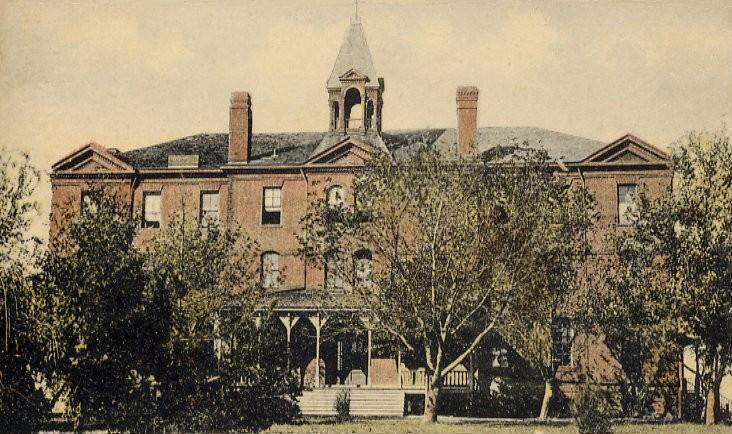
1910年貝孔學院

- 貝孔學院是美國奧克拉荷馬州最古老的美國原住民學院[5]。

## 校園

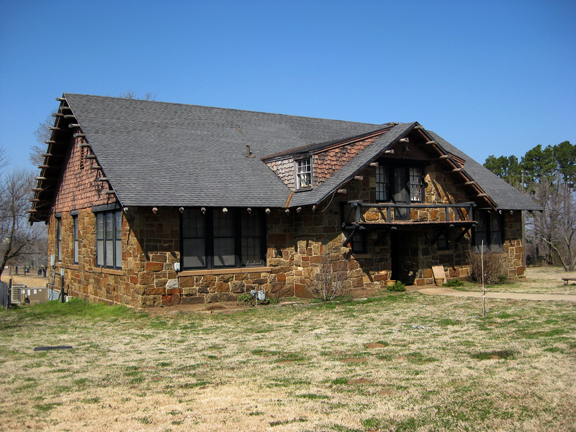
貝孔學院校園內的美術館

貝孔學院第一棟蓋好的教育設施名叫洛克斐勒大樓(Rockefeller Hall)，這棟大樓一共有三層樓，由約翰·D·洛克斐勒賛助一萬元美金而建成。這間大學總共擁有22棟教育設施。

## 學術
- 根據美國新聞與世界報導，貝孔學院排在美國區域性大學西部第24名[7]。

## 流行文化
在運動員吉姆·索普的Jim Thorpe – All-American影片中，以貝孔學院做為背景當作是卡萊爾印第安人學校(Carlisle Indian School)來拍攝。

## 校友
- 派屈克·傑伊·赫爾利

## 資料來源
1. ↑  National Aeronautics and Space Administration
2. ↑  U.S. Department of Education

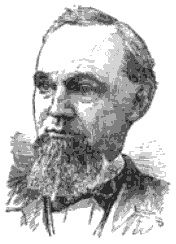
艾爾蒙斯貝孔(Almon C. Bacone)

3. ↑  M-595 Bacone College Ephemera
4. ↑  Bacone College ordered to liquidate assets
5. ↑  Oklahoma's oldest Native American school, Bacone College, is threatened by debts and disrepair
6. ↑  貝孔學院校園
7. ↑  U.S.News:Bacone College Rankings

## 外部連結
- 貝孔學院官方網站